# Aradius Rufinus (Konsul 311)
Quintus Aradius Rufinus war ein römischer Staatsmann der Spätantike, der sowohl unter Maxentius als auch unter dessen Gegenspieler und späterem Kaiser Konstantin dem Großen Karriere machte.
Aradius Rufinus gehörte zu dem aus Africa stammenden Geschlecht der Aradii, im 4. Jahrhundert eine der einflussreichsten Aristokratenfamilien in Rom. Er war 304/305 (?) und 312/313 Stadtpräfekt von Rom (praefectus urbi). 311 bekleidete er gemeinsam mit Gaius Ceionius Rufius Volusianus den Konsulat für Italien und Africa, das heißt in den Provinzen, die unter der Kontrolle des Maxentius standen. Auch als Stadtpräfekt amtierte er unter Maxentius und wurde nach dessen Niederlage in der Schlacht an der Milvischen Brücke 312 zunächst abgesetzt. Kurz darauf setzte ihn Konstantin jedoch wieder ein.
Lucius Aurelius Avianius Symmachus schrieb ein erhaltenes Epigramm auf Aradius, in dem er auf dessen Dienstbarkeit sowohl für „gute Kaiser“ (d. i. Konstantin) als auch für „Tyrannen“ (Maxentius) anspielte.